# Adrapsa pallidisigna
Adrapsa pallidisigna är en fjärilsart som beskrevs av Louis Beethoven Prout 1922. Adrapsa pallidisigna ingår i släktet Adrapsa och familjen nattflyn. Inga underarter finns listade i Catalogue of Life.